# Santa Fé (Ocotepeque)
Santa Fé est une municipalité du Honduras, située dans le département d'Ocotepeque. La municipalité comprend 8 villages et 33 hameaux.

## Source de la traduction
- (en) Cet article est partiellement ou en totalité issu de l’article de Wikipédia en anglais intitulé « Santa Fe, Ocotepeque » (voir la liste des auteurs).